# Osmoxylon chrysanthum
Osmoxylon chrysanthum là một loài thực vật thuộc họ Araliaceae. Đây là loài đặc hữu của Papua New Guinea.